# Fransfontein
Fransfontein, historisch Franzfontein, ist eine Siedlung in der Region Kunene in Namibia. Fransfontein liegt in einer Schlucht der Fransfonteinberge, ein Kalksandsteingebirge das sich über rund 200 km in Ost-West-Richtung bis nach Outjo erstreckt.
Fransfontein erhielt 2007 einen offiziellen Status als Siedlung. Die Ortschaft wurde zuvor erstmals in den 1870er Jahren erwähnt und ab 1880 besiedelt. Fransfontein hat (Stand 2011) 533 Einwohner auf einer Fläche von 244,566 Hektar.
Rund 12 Kilometer südlich von Fransfontein liegt die Stadt Khorixas.

## Söhne und Töchter der Siedlung
- Daniel Luipert (* 1937), hochrangiger Politiker
- Libertina Amathila (* 1940), ehemalige Vizepremierministerin Namibias